# Исполинский веслоног
Исполинский веслоног (лат. Rhacophorus dennysi) — вид бесхвостых земноводных из семейства веслоногих лягушек.
Общая длина достигает 10—11 см. По строению похож на других представителей своего рода. Окраска спины зелёная с маленькими чёрно-бурыми пятнами с узкой жёлтой каймой, напоминает листья, пораженные грибковой болезнью. Брюхо беловатое.
Любит тропические и субтропические влажные леса, реки, озёра, болота, пруды. Встречается на высоте 900—1500 метров над уровнем моря. Активен в сумерках. Питается преимущественно насекомыми.
Самка откладывает яйца в своеобразное гнездо, которое делает сбивая задними лапами пенку. Это гнездо крепится к ветви, свисающие над водой. Сразу после появления головастики падают в воду, где проходит их метаморфоз.
Вид распространён в Мьянме, Лаосе, Вьетнаме, Южном Китае.